# Болярино
Болярино (болг. Болярино) — село в Болгарии. Находится в Пловдивской области, входит в общину Раковски. Население составляет 434 человека.

## Политическая ситуация
В местном кметстве Болярино, в состав которого входит Болярино, должность кмета (старосты) исполняет Пенко Стоев Пенков (Болгарский земледельческий народный союз (БЗНС)) по результатам выборов.
Кмет (мэр) общины Раковски — Франц Генов Коков (коалиция партий: Граждане за европейское развитие Болгарии (ГЕРБ), национальное движение «Симеон Второй» (НДСВ)) по результатам выборов.